# 習志野きらっと
習志野きらっと（ならしのきらっと）とは、千葉県習志野市で開催される市民まつりである。本ページでは、きらっと君についても記載する。

## 概要
1988年社団法人習志野青年会議所主催により商工会議所青年部(部長は青年会議所のOB)の協力のもと「水と緑・活力と賑わい・地球愛・ふるさと」と題したシーサイドフェスティバルが開催される。このフェスティバルには習志野にも海があるということを市民に再認識してもらいかつ習志野の海にも渚を！という主旨があった。15,000人の来場者があり音楽等のステージイベントを主としてフィナーレは1,000人による線香花火と小規模ながら打ち上げ花火が行われた。1989年「シーサイドフェスティバル」は商工会議所主催の産業祭内のイベントとして10月4日に花火大会を開催した。1994年習志野市政40周年実行委員会組織により市内の各イベントを統括し「習志野きらっと」と題して千葉工業大学・まろにえ通りにおいて2日間のイベントを開催し3日目に花火大会が行われた。1995年現在の市民まつりのスタイルとなる。サンバ・音頭・山車御輿パレードも始まり、現在にいたっている。

## 沿革
- 1988年 - 社団法人習志野青年会議所主催により「水と緑・活力と賑わい・地球愛・ふるさと」と題したシーサイドフェスティバルが開催される。
- 1989年 - 「シーサイドフェスティバル」は商工会議所主催の産業祭内のイベントとして10月4日に花火大会を開催。
- 1994年7月31日 - 習志野市政40周年実行委員会組織により市内の各イベントを統括し「習志野きらっと」と題して千葉工業大学・まろにえ通りにおいて2日間のイベントを開催し3日目に花火大会が行われた。
- 1995年 - 現在の市民まつりのスタイルとなる。サンバ・音頭・山車御輿パレードも始まった。

## 趣旨と骨子

### 趣旨
市民の手づくりによるまつりで習志野らしさを生み出し、ふるさと意識を育み、市民にとって誇りあるまつりとして次世代へ継承するため開催する。

### 骨子
- 市民がつくる「まつり」
- 習志野に集う人々が参加する「まつり」
- 市民の交流を深める「まつり」
- 市民の連帯感を築く「まつり」
- 習志野への愛着を高める「まつり」

## きらっと君

### 「きらっと君」誕生
習志野市は1994（平成6）年8月1日で市制40周年を迎えるにあたり、市民でつくるまつりを習志野市民まつり実行委員会において検討を重ね、同年7月31日に開催する事になった。そこで市民と共にまつりを作っていく考えの下、名称・キャッチフレーズ・シンボルマ ーク・リズム(音楽)を1993（平成5）年10月15日号「広報習志野」で公募した。

#### 第一回公募結果
名称 - 習志野きらっと’94
キャッチフレーズ - ひかり原人でいこう
シンボルマーク - 市民公募を経て専門企業に作成委託]※版権利は実行委員会に所属している。
リズム（音楽） - サンバのリズム
なお、1994（平成4）年5月15日号「広報習志野」で、キャッチフレーズの「ひかり原人でいこう」のマスコットの名前と新しい「サンバのリズム」の名称を公募した。

#### 第二回公募結果
マスコットの名前 - 「きらっと君」に決定。応募者、吉川智子（屋敷小1年）他3名。
※習志野きらっと’94で、未来に向けて習志野市を明るく・楽しく・元気に輝かしていこうと、夜空に輝く星をイメージして「きらっと君」が生まれた。
リズム（音楽） - 「きらっとサンバ」に決定。応募者　金子新太郎（大久保小1年）他2名。

## 市民まつり実行委員会

### 名誉会長
- 宮本泰介（習志野市長）

### 顧問
- 清水大輔（市議会議長）
- 荒木勇（前習志野市長）

### 総会
- 実行委員会96団体

### 役員会

#### 実行委員長
- 白鳥豊（商工会議所会頭）

#### 副実行委員長
- 鈴木とし江（連合町会連絡協議会会長）
- 鮎川由美（市議会副議長）
- 諏訪晴信（習志野市副市長）

#### 会計監事
- 髙橋勝（社会福祉協議会会長）
- 渡邊勇（千葉みらい農業協同組合理事）

#### 運営部会長
- 藤原久生（連合町会連絡協議会代表）

### 事務局
- 検討委員会

### 運営部会
- 協賛委員会
- 山車・御輿委員会
- 音頭委員会
- サンバ委員会
- ふれあい広場委員会
- 子ども広場委員会
- 花火委員会